# Blackfield
Blackfield — совместный музыкальный проект основателя и ведущего вокалиста группы Porcupine Tree Стивена Уилсона и известного израильского рок-певца Авива Геффена.

## История
В 2000 году Авив Геффен, являвшийся большим поклонником Porcupine Tree, пригласил группу выступить с концертом в Израиле. Между Авивом Геффеном и лидером Porcupine Tree, Стивеном Уилсоном, завязались дружеские отношения, и музыканты решили работать вместе (в частности, Авив Геффен принял участие в записи альбома In Absentia в качестве сессионного бэк-вокалиста). Хотя первоначально музыканты планировали записать мини-альбом в 2001 году, их первым большим совместным проектом стала долгоиграющая пластинка под названием Blackfield, вышедшая в 2004 году в Израиле и Европе, а в 2005 году в США.
В начале 2004 года группа впервые выступила с концертами в Израиле на нескольких телевизионных промоакциях. В то время в состав группы входил барабанщик Крис Мэйтленд, игравший в Porcupine Tree с 1993 по 2002 год. Впоследствии его сменил Tomer Zidkyahu, брат Nir’а Zidkyahu (являлся сессионным музыкантом в составе Genesis в 1997—1998 годах), для европейского турне, состоявшегося осенью 2004 года.
Кроме 7 оригинальных композиций группа также записала «Scars», «Cloudy Now» and «Glow» (не записывавшиеся до 2006 года сольные работы Геффена, часто исполнявшиеся им на концертах), переведенные на английский язык Стивеном Уилсоном, и песню группы Porcupine Tree «Feel So Low» с вокалом Геффена на иврите (он исполнял эту песню на своих концертах).
Следующий альбом группы, Blackfield II, вышел в феврале 2007 года в Европе и в марте того же года в США. Для поддержки альбома Blackfield отправились в турне по Европе, в ходе которого их сопровождала прог-рок-группа Pure Reason Revolution.
В 2007 году группу покинул клавишник Даниэль Саломон, продолживший успешную сольную карьеру. На его место был принят Эран Мительман (Eran Mitelman), бывший клавишник популярной израильской хард рок-группы HaYehudim.
В интервью 2008 года Стивен Уилсон рассуждал о будущем группы Blackfield так:

Что касается наших планов, я думаю, мы начнем работу над новым материалом. Я почти не сомневаюсь в том, что будут новые записи. Это касается и No-Man, и других моих проектов. Нет никакой причины прекращать работу над ними до тех пор, пока есть, о чем петь.

I think we’re going to tentatively start working on some new songs and that’s as far as we’ve got regarding planning. I think there almost certainly will be another record. As with No-Man and my other projects, there’s no reason to stop doing them as long as the music keeps flowing.
В январе 2009 года Геффен отправился в небольшой тур по Европе с группой Blackfield в полном составе (включая Уилсона, заявленного в качестве специального гостя). Половина песен для турне была взята из первого сольного альбома Геффена на английском языке, в то время как остальные были выбраны из числа записанных группой Blackfield. В апреле 2010 года Геффен и Уилсон собрались в студии, чтобы начать запись нового альбома. Альбом вышел в марте 2011 года под названием Welcome to my DNA.
В 2013 году группа выпускает четвертый студийный альбом — Blackfield IV, 10 февраля 2017 — пятый студийный альбом — Blackfield V, а в декабре 2020 — шестой — For the Music.

## Дискография
| Январь, 2004  | Blackfield        |
| Февраль, 2007 | Blackfield II     |
| Март, 2011    | Welcome to my DNA |
| Август, 2013  | Blackfield IV     |
| Февраль, 2017 | Blackfield V      |
| Декабрь, 2020 | For the Music     |

### DVD
| Октябрь, 2007 | Live in New York City |

### Синглы
| Ноябрь 2003  | «Hello»              |
| Декабрь 2003 | «Pain»               |
| March 2004   | «Blackfield»         |
| Май 2004     | «Cloudy Now»         |
| Январь 2007  | «Once»               |
| Март 2007    | «Miss U»             |
| March 2007   | «My Gift of Silence» |